# Web umenia
Web umenia (webumenia.sk) je on-line katalog uměleckých děl z dvanácti slovenských a třech českých galerií, které přispívají do Centrálního katalogu děl (Centrálny katalóg diel).
Web umenia vznikl jako řešení pro veřejné zpřístupnění digitalizace slovenských uměleckých sbírek. Web umení představený v roce 2015 vyvíjí laboratoře SNG (lab.SNG). Datová báze pro Web umenia je Informačný systém pre galérie – Centrálná evidencie diel výtvarného umenia (ISG – CEDVU) spravovaného SNG, kam přispívají pracovníci jednotlivých galerií. Prostřednictví může veřejnost prohlížet slovenská umělecká díla, u volných děl stahovat digitální kopie v tiskové kvalitě, případně objednat jejich kvalitní tisk (v SNG).
Na základě zkušeností lab.SNG s Webumenia představila podobné řešení katalogu pro některé další instituce a projekty (Národní galerii v Praze, Moravskou galerii a další).

## Galerie
- Slovenská národní galerie
- Oravská galerie v Dolním Kubíně
- Galéria umenia Ernesta Zmetáka v Nových Zámcích
- Liptovská galéria Petra Michala Bohúňa v Liptovském Mikuláši
- Galéria mesta Bratislavy
- Galéria Miloša Alexandra Bazovského v Trenčíně
- Nitrianska galéria
- Stredoslovenská galéria
- Galéria umelcov Spiša
- Východoslovenská galerie
- Tatranská galerie
- Považská galerie umění
- Moravská galerie
- Památník národního písemnictví
- Galerie moderního umění v Roudnici nad Labem